# Omaha (U-Boot)
Die USS Omaha (SSN-692) war ein Atom-U-Boot der United States Navy und gehörte der Los-Angeles-Klasse an. Das Boot war benannt nach Omaha, Nebraska.

## Geschichte
Der Auftrag, SSN-692 zu bauen, erging Anfang 1971 an die Electric Boat, eine Werft aus dem General-Dynamics-Konzern. Zwei Jahre später erfolgte die Kiellegung, der Bau dauerte knapp über drei Jahre. Taufpatin für die Omaha war die Ehefrau von Roman Hruska, dem damaligen Senator aus Nebraska. 1978 erfolgte die Indienststellung des U-Bootes. Die Omaha fuhr in der Pazifikflotte.
1995, nach nur 17 Jahren Dienstzeit, wurde die Omaha außer Dienst gestellt. Damit sparte die US Navy die Kosten für die anstehende Erneuerung des Reaktorbrennstoffes, außerdem wurden die Betriebskosten eingespart. Die Verkleinerung der Flotte wurde durch geopolitische Änderungen, namentlich das Ende des Kalten Krieges bedingt.
Derzeit liegt das U-Boot in der Puget Sound Naval Shipyard, wo es ab Oktober 2007 im Ship-Submarine Recycling Program abgebrochen werden soll.